# Březina (zámek, okres Rokycany)
Zámek v Březině je empírová stavba z přelomu 17. a 18. století v obci Březině na Rokycansku v Plzeňském kraji. Od roku 1964 je chráněn jako kulturní památka.

## Historie
Původním panským sídlem v Březině byl místní hrad založený na skalnatém ostrohu ve 14. století. Hrad v 17. století téměř zcela zanikl (v roce 1661 je hrad zmiňován již jako pustý). Jeho věž byla upravena v duchu romantismu.
Nedaleko hradní zříceniny postavil v letech 1790–1808 Jáchym ze Šternberka zámek. Původně ho tvořily dvě menší budovy později spojené středním článkem v empírový celek, patrovou obdélnou stavbu s mohutným středním rizalitem, obklopenou anglickým parkem přecházejícím v oboru. Po Jáchymově smrti zdědil březinské panství jeho bratr hrabě Kašpar Maria Šternberk, vynikající přírodopisec, jeden ze zakladatelů Muzea Království českého (pozdější Národní muzeum), jemuž věnoval svou knihovnu a cenné vědecké, botanické a paleontologické, sbírky; ještě předtím sbírky přenesl na březinský zámek. Zde také založil botanickou zahradu s mnoha vzácnými cizokrajnými rostlinami, jejíž zbytky můžeme vidět dodnes.
Šternberkové vlastnili březinský zámek do roku 1949. V 80. letech 20. století bylo na zámku umístěno lesnické učiliště. Po roce 1990 byl zámek v restituci navrácen rodu Šternberků, konkrétně Zdeňku Sternbergovi, po jehož smrti v lednu 2021 ho zdědil jeho syn Filip Sternberg.

## Zajímavost
Ve 30. letech 20. století na zámku trávíval prázdniny komik Vlasta Burian.